# باسكال أكرمان
باسكال أكرمان (بالألمانية: Pascal Ackermann)‏ (و. 1994  م) هو راكب دراجة هوائية ألماني، ولد في كاندل.

## سباقات أو مراحل فاز بها
| التاريخ        | السباق                                                        | المركز                                         |
| -------------- | ------------------------------------------------------------- | ---------------------------------------------- |
| 19 يونيو 2016  | سباق الطريق للرجال تحت 23 سنة في بطولة ألمانيا 2016           | الفائز في التصنيف العام                        |
| 03 أكتوبر 2016 | طواف مونستر 2016                                              |                                                |
| 13 أكتوبر 2016 | سباق الطريق لأقل من 23 سنة في بطولة العالم 2016               |                                                |
| 05 أبريل 2017  | شيلدبرايش 2017                                                | الخامس في التصنيف العام                        |
| 21 أبريل 2017  | جيرو ديل ترينتينو 2017                                        |                                                |
| 06 أغسطس 2017  | سباق الطريق لنخبة الرجال - بطولة أوروبا للدراجات 2017         | الرابع في التصنيف العام                        |
| 01 يناير 2018  | كأس فرنسا لركوب الدراجات على الطريق 2018                      | السادس في تصنيف أفضل شاب                       |
| 01 يناير 2018  | طواف أوروبا للدراجات 2018                                     |                                                |
| 25 فبراير 2018 | طواف أبو ظبي 2018                                             | الثامن في تصنيف النقاط                         |
| 16 مارس 2018   | هاندزام الكلاسيكي 2018                                        | الثالث في التصنيف العام                        |
| 21 مارس 2018   | ثلاثة أيام من دي بان 2018                                     | الثاني في التصنيف العام                        |
| 01 يوليو 2018  | سباق الطريق للرجال في بطولة ألمانيا لسباق الدراجات على الطريق | الفائز في التصنيف العام                        |
| 29 يوليو 2018  | رايد لندن 2018                                                | الفائز في التصنيف العام                        |
| 01 سبتمبر 2018 | دراجات بروكسل الكلاسيكية 2018                                 | الفائز في التصنيف العام                        |
| 02 سبتمبر 2018 | جي بي دي فورميس 2018                                          | الفائز في التصنيف العام                        |
| 17 فبراير 2019 | طواف ألميريا 2019                                             | الفائز في التصنيف العام                        |
| 24 فبراير 2019 | فولتا الغارف 2019                                             | الأول في تصنيف النقاط                          |
| 22 مارس 2019   | هاندزام الكلاسيكي 2019                                        | الفائز في التصنيف العام                        |
| 01 مايو 2019   | إشبورن-فرانكفورت 2019                                         | الفائز في التصنيف العام                        |
| 02 يونيو 2019  | طواف إيطاليا 2019                                             | الأول في تصنيف النقاط                          |
| 11 أغسطس 2019  | سباق الطريق لنخبة الرجال - بطولة أوروبا للدراجات 2019         |                                                |
| 07 سبتمبر 2019 | دراجات بروكسل الكلاسيكية 2019                                 |                                                |
| 08 سبتمبر 2019 | جي بي دي فورميس 2019                                          | الفائز في التصنيف العام                        |
| 22 سبتمبر 2019 | جوويكس بيجل 2019                                              | الفائز في التصنيف العام                        |
| 22 أكتوبر 2019 | طواف قوانغشي 2019                                             | الأول في تصنيف النقاط                          |
| 16 فبراير 2020 | طواف ألميريا 2020                                             | الفائز في التصنيف العام                        |
| 26 أغسطس 2020  | سباق الطريق لنخبة الرجال في بطولة أوروبا 2020                 |                                                |
| 14 سبتمبر 2020 | تيرينو أدرياتيكو 2020                                         | الأول في تصنيف النقاط                          |
| 06 يوليو 2021  | طواف سيبيو للدراجات 2021                                      | الأول في تصنيف النقاط                          |
| 18 يوليو 2021  | سيتيمانا سيسليستا إيتاليانا 2021                              |                                                |
| 01 أغسطس 2021  | دويتشلاند تور 2021                                            | الأول في تصنيف النقاط، الثاني في التصنيف العام |
| 18 مارس 2022   | بريدين كوكسيجدي كلاسيك 2022                                   | الفائز في التصنيف العام                        |

## روابط خارجية
- باسكال أكرمان على موقع الاتحاد الدولي للدراجات (الإنجليزية)
- باسكال أكرمان على موقع أرشيف الدراجات (الإنجليزية)
- باسكال أكرمان على موقع إحصائيات الدراجات الإحترافية (الإنجليزية)
- باسكال أكرمان على موقع نسبة الدراجات (الإنجليزية)
- باسكال أكرمان على موقع CycleBase (الإنجليزية)